# Artigues (Aude)
Artigues  es una localidad y comuna francesa, situada en el departamento del Aude en la región de Languedoc-Roussillon. 

## Demografía
| 92 | 102 | 95 | 94 | 83 | 82 |
| Para los censos de 1962 a 1999 la población legal corresponde a la población sin duplicidades (Fuente: INSEE [Consultar]) |     |    |    |    |    |

## Lugares de interés
- Iglesia de Saint Nicolas (1830)
- Gargantas de Saint Georges
- Castillo de Puylaurens, de los denominados castillos cátaros, a 8 km